# Гогинов, Павел Александрович
Павел Александрович Гогинов (1800—8 (20) сентября 1854) — генерал-майор (06.12.1847) русской императорской армии, герой русско-турецкой войны 1828-1829 гг. и участник Крымской войны (погиб в Альминском сражении).

## Биография
Образование получил в Дворянском полку, из которого выпущен 13 апреля 1817 года прапорщиком в армейскую пехоту.

## Карьера и военные походы
В 1828—1829 годах принимал участие в русско-турецкой войне, а в 1831 году был в Польском походе.

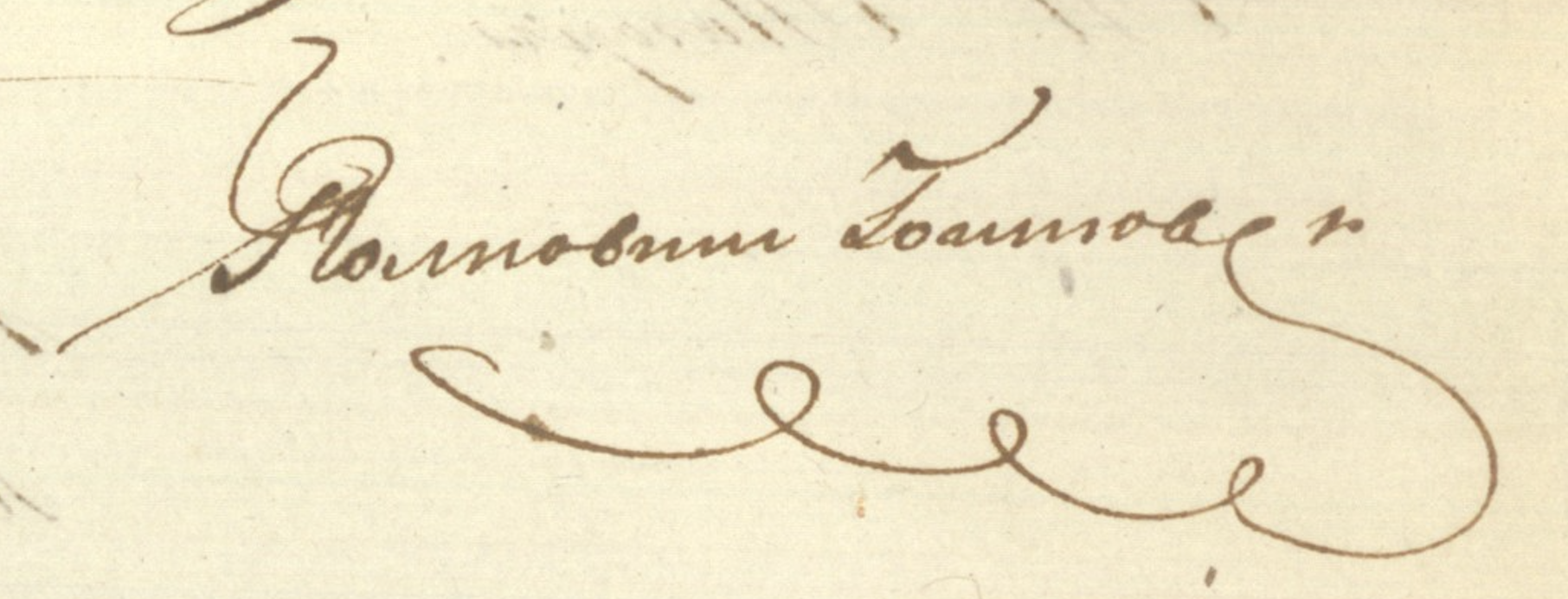
Подпись Павла Александра Гогинова (из письма Черниговскому Гражданскому Губернатору и Кавалеру от 23 февраля 1841 года)

За 25 лет выслуги в офицерских чинах 29 ноября 1837 года был награждён орденом Святого Георгия 4-й степени (№ 5568 по кавалерскому списку Григоровича — Степанова).
В 1838 году произведён в полковники, а 6 декабря 1847 года — в генерал-майоры.
С 21 ноября 1838 года по 9 мая 1849 года командовал 14-м Олонецким пехотным полком; 14 марта 1842 года получил орден Святого Станислава 2-й степени (императорскую корону к этому ордену — 9 января 1844).
В качестве начальника 2-й бригады 17-й пехотной дивизии принимал участие в Крымской войне. В сражении на берегу реки Альма 8 (20) сентября 1854 года был тяжело ранен и захвачен в плен (по другим данным умер от ран на поле боя и французы взяли только его труп), скончался от ран в тот же день.

## Награды
- Орден Святой Анны 4-й степени (1828)

- Орден Святого Владимира 4-й степени с бантом (20.10.1829)
- Орден Святой Анны 3-й степени с бантом (29.05.1830)

- Знак отличия за военное достоинство 4-й степени (1831)

- Орден Святого Георгия 4-й степени (29.11.1837)

- Орден Святой Анны 2-й степени (12.09.1839)

- Орден Святого Станислава 2-й степени (14.03.1842)

- Императорская корона к ордену Святого Станислава 2-й степени (09.01.1844)

- Орден Святого Владимира 3-й степени (07.02.1850)

- Орден Святого Станислава 1-й степени (19.09.1851)

## Семья
- Брат — Пётр был полковником и также имел орден Святого Георгия 4-й степени (17.12.1844).